# Partecosta sandrinae
Partecosta sandrinae é uma espécie de gastrópode do gênero Partecosta, pertencente a família Terebridae.